# Ecuadors riksvapen
Ecuadors riksvapen är riksvapnet för staten Ecuador i Sydamerika.

## Motiv
Zodiaktecknen i vapenskölden (Väduren, Oxen, Tvillingarna och Kräftan) hänvisar till månaderna mars till juni 1845, då Ecuador tog till vapen för att försvara sin frihet. I den ovala vapenskölden visas också landets högsta berg, Monte Chimborazo, och ett fartyg som symbol för handeln. Kondoren - en vanlig symbol i sydamerikanska länder - representerar styrkan och modet i striderna för oberoende och spöknippet statens auktoritet. Bandet i vapenskölden med solen och zodiakerna visar att Ecuadors norra del ligger vid ekvatorn.